# Usporeno kretanje (1979.)
Usporeno kretanje, hrvatski dugometražni film iz 1979. godine.